# Jean-François Dion
Jean-François Dion est un cinéaste, producteur et écrivain français né le 22 octobre 1948 à Troyes.

## Biographie
Jean-François Dion passe enfance et adolescence à Troyes, où son père et sa mère sont chirurgiens-dentistes ; il y tourne son premier court-métrage, puis monte à Paris en 1967. Il fréquente alors la Cinémathèque ; suit les cours d'une école de cinéma ; se lie à d'autres jeunes cinéphiles cinéphages, Luc Béraud, Patrice Leconte, Bruno Nuytten ; produit et réalise plusieurs courts-métrages, en même temps qu'il est assistant-réalisateur sur des films français et étrangers, auprès de Henri Verneuil, Edward Dmytryk, Louis Malle.
Son premier long métrage, Thomas, qu'il tourne en sa ville d'enfance, Troyes, avec Nicole Courcel et Michel Bouquet, sort en mars 1975. Malgré un accueil critique assez favorable, le résultat commercial est médiocre et Jean-François Dion ne parvient pas à monter rapidement la production d'un second film.
Il oblique alors vers la télévision. Dans la réalisation d'abord, auprès de Jacqueline Joubert à Antenne2 notamment, puis dans la production ; et il devient en 1987 l'adjoint d'Alain De Greef à Canal+, chargé des émissions du clair et des opérations exceptionnelles. En 1991, il rejoint Michel Thoulouze au sein de MultiThématiques, ex Ellipse-Cable, dont il devient Directeur adjoint et participe à la création et au développement à l'étranger des chaînes thématiques du groupe Canal+ ; il coproduit pour leurs antennes plus de 200 documentaires, pour Planète+ notamment.
En 1999, il est directeur délégué de Monte-Carlo TMC et, en 2003, celui de la chaîne de l'emploi Demain.TV, qu'avait crée en 1997 Martine Mauléon.
Depuis 2003, Jean-François Dion vit dans les collines du Pays de Serres, en Lot-et-Garonne, où il écrit ses romans.

## Filmographie

### Cinéma

#### Courts métrages
- 1968 : La Cathédrale
- 1970 : Histoire muette de Marie Perrault, à huit heures (Prix Jean-Renoir 1970)
- 1971 : Les Machins de l'existence
- 1972 : L'Audition[4]

#### Long métrage
- 1975 : Thomas

### Télévision

#### Réalisation
- 1977-1979 : Salle des fêtes - Face à vous
- 1980 - 1987 : Les Carnets de l'aventure (avec Pierre-François Degeorges)
- 1985 - 1986 : L'Oiseau des mers (série d'animation jeunesse)

#### Production, direction
- 1986 : Producteur téléfilms (F.Production - Pascal Bensoussan)
- 1987 à 1992 : Directeur adjoint de la production à Canal+
- 1992 à 1999 : Directeur adjoint d'Ellipse-Cable puis MultiThématiques (chaînes Planète+, Jimmy Ciné+, TMC, Seasons, Wishline, Eurochannel
- 1999 à 2003 : Directeur délégué de TMC
- 2003 à 2006 : Directeur délégué de Demain.TV

## Bibliographie

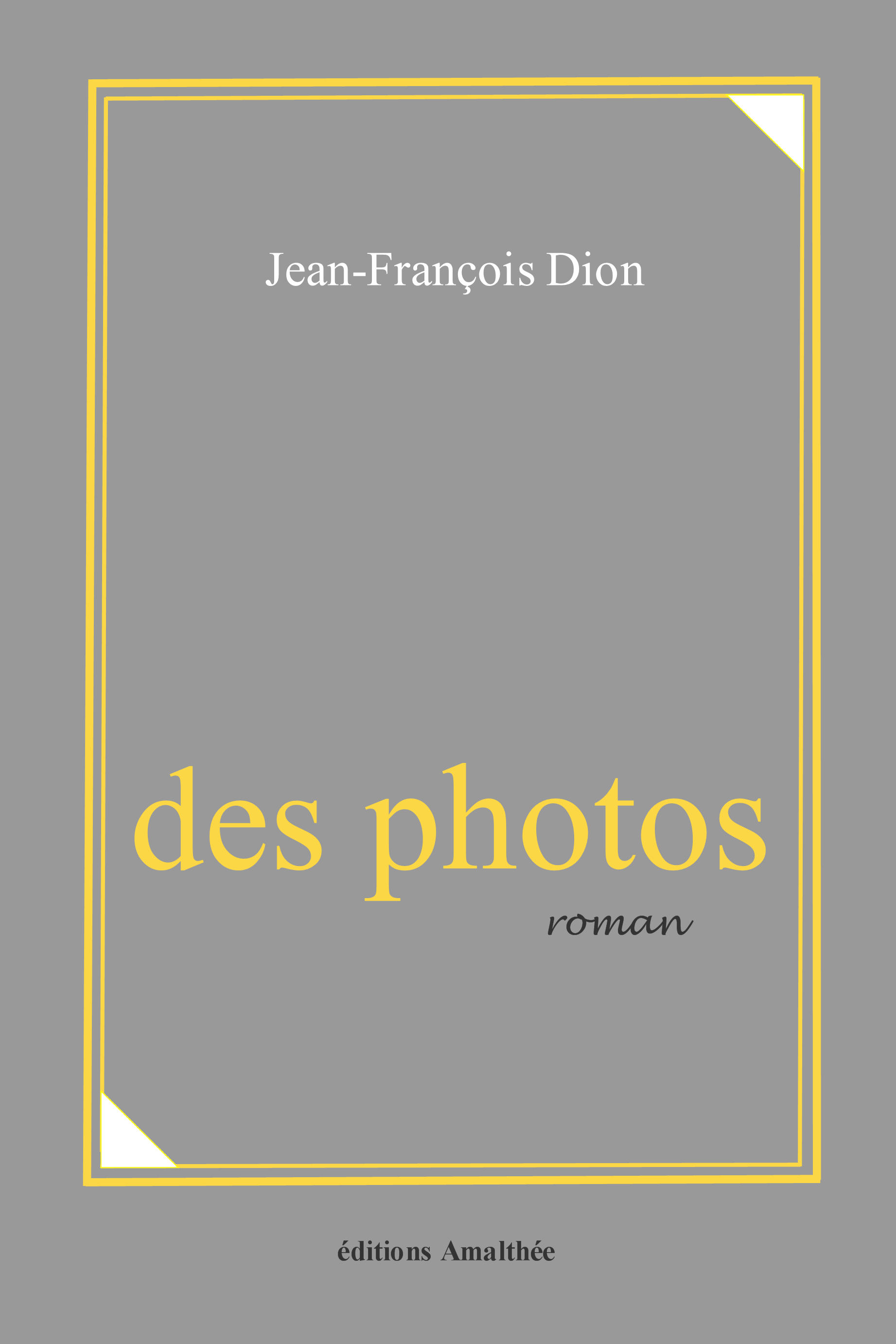
Roman Des photos paru en 2014